# زيلينودولسك (دنيبروبيتروفسكا)
ززيلينودولسك (Зеленодольськ) هي مدينة في مقاطعة دنيبروبيتروفسكا في أوكرانيا.
يبلغ عدد سكانها حوالي 14033 نسمة.